# Johann Christoph von Zegelin
Johann Christoph von Zegelin – pruski dyplomata żyjący w drugiej połowie XVIII wieku.
Był posłem Prus w Stambule. W roku 1775 wybuchła utarczka między tureckimi milicjantami a grupą francuskich franciszkanów i lekarzem ambasadora Francji François Emmanuela Guignarda. W bójce wziął udział tłum ludności tureckiej, a z drugiej strony członkowie świty kilku poselstw. Kiedy ci drudzy schronili się w gmachach poselstw, wtargnięto tam za nimi. Najbardziej ucierpiała siedziba von Zegelina. ostrzelano ją i wybito szyby. Nieco mniej ucierpiała ambasada Austrii i Francji. Władze tureckie skazały na śmierć trzydziestu tureckich napastników.